# Sylwia Małgorzewicz
Sylwia Agnieszka Małgorzewicz – polska nefrolog, dr hab. nauk medycznych, profesor i kierownik Katedry Żywienia Klinicznego Wydziału Nauk o Zdrowiu z Instytutem Medycyny Morskiej i Tropikalnej Gdańskiego Uniwersytetu Medycznego.

## Życiorys
8 listopada 2001 obroniła pracę doktorską Peroksydacja białek i lipidów a stan odżywienia chorych z przewlekłą niewydolnością nerek leczonych nerkozastępczo, 3 listopada 2011 habilitowała się na podstawie pracy zatytułowanej Stan odżywienia a wybrane czynniki ryzyka sercowo-naczyniowego u pacjentów przewlekle leczonych za pomocą hemodializy oraz dializy otrzewnowej. 1 października 2019 nadano jej tytuł profesora w zakresie nauk medycznych i nauk o zdrowiu. Została zatrudniona na stanowisku adiunkta w Katedrze Żywienia Klinicznego na Wydziale Nauk o Zdrowiu z Oddziałem Pielęgniarstwa Gdańskiego Uniwersytetu Medycznego.
Jest profesorem i kierownikiem Katedry Żywienia Klinicznego Wydziału Nauk o Zdrowiu z Instytutem Medycyny Morskiej i Tropikalnej Gdańskiego Uniwersytetu Medycznego.
Od 2012 do 2016 była prodziekanem na Wydziale Nauk o Zdrowiu z Oddziałem Pielęgniarstwa i Instytutem Medycyny Morskiej i Tropikalnej Gdańskiego Uniwersytetu Medycznego.
Została odznaczona Srebrnym Krzyżem Zasługi (2023).